# 이태원역
이태원역(梨泰院驛, Itaewon station)은 서울특별시 용산구 이태원로에 위치한 서울 지하철 6호선의 지하철역이다. 이 역은 다른 역들에 비해 외국인들의 이용률이 높다.

## 역명 유래
조선시대 때 이태원(梨泰院)이라는 역원(驛院)이 있었기 때문에 이름이 붙여졌는데, 역원으로서의 이태원은 오래 전에 없어지고 그 명칭을 가진 동네가 용산구 동북쪽에 자리잡아 현재의 이태원동이 되었다.

## 역사
- 2000년 12월 15일 : 서울 지하철 6호선 응암 ~ 상월곡 구간 개통했으나 열차 무정차
- 2001년 3월 9일 : 개통과 함께 영업 개시

## 역 구조
1면 2선의 섬식 승강장을 갖춘 지하역이며, 승강장은 지하 5층에 위치하고 있다. 스크린도어가 설치되어 있다. 출구는 4개가 있다.

### 승강장
| 녹사평 ↑ |
| 하 상 \| |
| ↓ 한강진 |

| 상행 | ● 서울 지하철 6호선 | 삼각지 · 효창공원앞 · 합정 · 디지털미디어시티 · 응암 방면 |
| 하행 | ● 서울 지하철 6호선 | 한강진 · 동묘앞 · 석계 · 태릉입구 · 신내 방면             |

## 역 주변
- 서울보광초등학교
- 서울 중앙 성원
- 이태원시장
- 한국폴리텍1대학 정수캠퍼스
- 드림티엔터테인먼트
- 주한 조지아 대사관
- 주한 가나 대사관
- 주한 가봉 대사관
- 주한 알제리 대사관
- 주한 시에라리온 대사관
- 주한 필리핀 대사관
- 주한 우크라이나 대사관
- 주한 벨기에 대사관
- 주한 라오스 대사관
- 주한 스위스 대사관
- 주한 태국 대사관
- 주한 케냐 대사관
- YMC 엔터테인먼트
- 이태원119안전센터
- 장미아파트 한남동지점
- 해밀턴호텔
- 보광동방면
- 한남동
- 신한은행이태원지점

## 이용객 변동
2001년 자료는 개통일인 2001년 3월 9일부터 12월 31일까지 298일간의 집계를 반영한 것이다.
| 노선  | 노선   | 일평균 인원수 (명/일) | 일평균 인원수 (명/일) | 일평균 인원수 (명/일) | 일평균 인원수 (명/일) | 일평균 인원수 (명/일) | 일평균 인원수 (명/일) | 일평균 인원수 (명/일) | 일평균 인원수 (명/일) | 일평균 인원수 (명/일) | 일평균 인원수 (명/일) | 각주  |
| 노선  | 노선   | 2000년                | 2001년                | 2002년                | 2003년                | 2004년                | 2005년                | 2006년                | 2007년                | 2008년                | 2009년                | 각주  |
| ----- | ------ | --------------------- | --------------------- | --------------------- | --------------------- | --------------------- | --------------------- | --------------------- | --------------------- | --------------------- | --------------------- | ----- |
| 6호선 | 승차   | 미개통                | 8,107                 | 9,864                 | 10,275                | 10,948                | 10,658                | 10,718                | 11,173                | 11,784                | 11,996                | [ 1 ] |
| 6호선 | 하차   | 미개통                | 8,501                 | 10,415                | 10,892                | 11,543                | 11,277                | 11,384                | 11,935                | 12,683                | 13,117                | [ 1 ] |
| 6호선 | 승하차 | 미개통                | 16,608                | 20,279                | 21,167                | 22,491                | 21,935                | 22,102                | 23,108                | 24,467                | 25,112                | [ 1 ] |
| 노선  | 노선   | 2010년                | 2011년                | 2012년                | 2013년                | 2014년                | 2015년                | 2016년                | 2017년                |                       |                       | [ 1 ] |
| 6호선 | 승차   | 12,224                | 13,323                | 14,256                | 14,882                | 16,567                | 16,189                | 16,571                | 17,459                |                       |                       | [ 1 ] |
| 6호선 | 하차   | 13,384                | 14,674                | 15,784                | 16,575                | 18,593                | 18,404                | 18,803                | 19,905                |                       |                       | [ 1 ] |
| 6호선 | 승하차 | 25,608                | 27,996                | 30,041                | 31,457                | 35,160                | 34,593                | 35,374                | 37,364                |                       |                       | [ 1 ] |

## 인접한 역
| 서울 지하철 6호선    | 서울 지하철 6호선   | 서울 지하철 6호선    |
| -------------------- | ------------------- | -------------------- |
| 629 녹사평 응암 순환 | ● 서울 지하철 6호선 | 631 한강진 신내 방면 |

## 사진

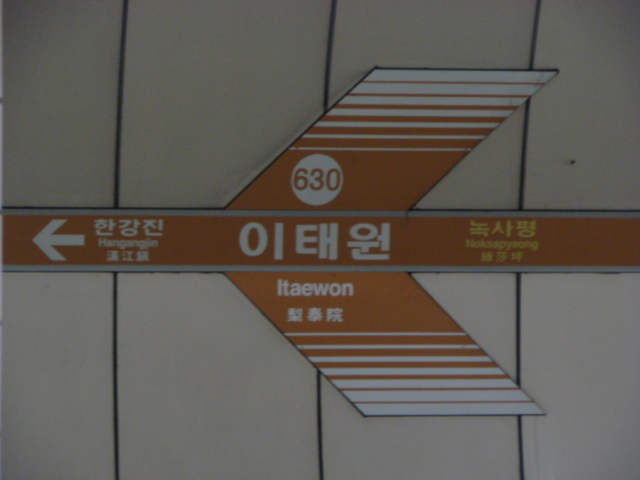
역명판